# 7 (album Voo Voo)
7 (czyt. „Siedem”) – dwudziesty szósty album studyjny polskiego zespołu post-rockowego Voo Voo, wydany 7 marca 2017 przez Art2 Music.
Płyta uzyskała nominację do nagrody Fryderyka 2018 w kategorii Album Roku - Alternatywa.
Nagrania uzyskały status złotej płyty.
| Nr | Tytuł utworu   | Długość |
| -- | -------------- | ------- |
| 1. | „Środa”        | 6:30    |
| 2. | „Czwartek”     | 7:53    |
| 3. | „Piątek”       | 5:47    |
| 4. | „Sobota”       | 7:30    |
| 5. | „Niedziela”    | 7:25    |
| 6. | „Poniedziałek” | 6:34    |
| 7. | „Wtorek”       | 8:17    |
|    |                | 49:56   |

## Nagrody i wyróżnienia
- Fryderyki 2018 – nominacja – Album Roku Alternatywa
- zestawienie najlepiej sprzedających się płyt roku OLiS 2017 – TOP 100 – miejsce 80.[11]